# شرکت شینبوتسو اورای
شرکت شینبوتسو اورای (به ژاپنی: 新人物往来社) یک شرکت سابق چاپ ژاپنی است. مرکز این انتشارات در شهر توکیو بود که در سال ۲۰۰۸ آغاز بکار کرد اما در سال بعد منحل شد و به صورت یکی از شرکت‌های فرعی شرکت کودوکاوا درآمد.